# 松田陸 (1991年生のサッカー選手)
松田 陸（まつだ りく、1991年7月24日 - ）は、大阪府大阪市北区出身のプロサッカー選手。Jリーグ・ヴィッセル神戸所属。ポジションはディフェンダー（右サイドバック、センターバック）。
プロサッカー選手でカターレ富山所属の松田力は双子の弟。妻はモデルの七菜香。

## 来歴

### プロ入り前
インドネシア人の父と日本人の母の間に生まれ、幼稚園生の頃にサッカーを始め、小学校1年時から地元クラブに加入。以後大学卒業に至るまで弟の力と同じチームでプレーを続けた。
高校は「全国大会に出られる」という理由で島根県の立正大学淞南高等学校に進学。FWからDFへとコンバートされると、2年連続で全国高等学校サッカー選手権大会に出場。3年時には主将を務め、抜群の身体能力と高い攻撃センスをあわせ持つセンターバックとして注目された 。
2010年、びわこ成蹊スポーツ大学へ進学。総監督からは「大学史上もっとも優れた選手が入ってくる」と、望月聡監督からは入学当初から「フィジカルでは既に大学レベル」とそれぞれ評価され、サイドバックとして出場機会を掴む。運動量・スピード・クロスの精度に磨きをかけ、力の得点をアシスト。力が得点王になって注目を浴びた時は「誰がアシストしてると思ってんねん！」とライバル心を燃やした。4年時には主将としてチームを牽引した。

### FC東京
2013年4月、Jリーグ・FC東京に特別指定選手として登録。プレー面だけでなく練習態度や人柄でも好感触を与えて早々とチームに溶け込み、7月23日に行われたCEサバデルとのフレンドリーマッチに途中出場した。
複数クラブから獲得を打診されていたが、特別指定期間中に既にFC東京入りを決めており、2014年より正式に同クラブへ加入。日本代表で当時チームメイトの長友佑都を目標に、背番号「50」を自ら選択し、左右両サイドでの練習に励んだ。右サイドバックのレギュラーには徳永悠平が定着していたが、松田のスピードやクロス精度に対する評価は高く、シーズン序盤より攻撃のオプションとして出場機会を確保。J1第10節・名古屋グランパス戦ではプロの舞台で双子の弟の力との初対戦を果たした。J1第30節・ガンバ大阪戦ではウイングバックで出場し、太田宏介のクロスにヘディングで合わせてJ1初ゴールを記録した。

### セレッソ大阪
FC東京とは2016年末までの契約を残す中、争奪戦を経て、2016年より幼少から応援していたという地元大阪のセレッソ大阪へ完全移籍。同年はチーム唯一のリーグ戦全試合出場を達成し、リーグ2位のクロス数を記録した。
2017年、山口蛍に若い数字を着けてみたらと勧められ背番号を2にし「J1でもやれることを証明したい」と意気込んだ。シーズン序盤は途中交代となる試合もあり、チーム内の紅白戦では控えに回ることもあったが、持ち前の「負けん気」と反骨精神で這い上がり31試合に出場、右サイドの水沼宏太との縦関係はチームの大きな武器になった。
2018年、リーグ戦第2節から3試合連続で警告を受けて出場停止にリーチがかかりながら、結局最後まで4枚目はもらわずシーズンが終了した。最終節の横浜F・マリノス戦では2得点の起点になり、チームの逆転勝利に大きく貢献した。退任が決まっていたユン・ジョンファン監督は「キックがうまくなった。この2年間で伸びた選手」と賞賛した。
2019年、開幕戦では、1-0でリードする中、途中出場からフォワードとして1トップで起用された。
2020年、戦術によって3バックの右に入ることもあった。退任が決まっていたロティーナ監督の最終戦、第34節の鹿島アントラーズ戦でミドルシュートでシーズン初ゴールを決めた。試合は1-1で引き分けだったがチームのACL出場権獲得に貢献した。
2021年、双子の弟の松田力が加入した際には「夢であった兄弟でプロの世界でプレーする願いがこのチームで叶ったことを嬉しく思います」とコメントした。小菊昭雄新監督の初陣となった第27節・ガンバ大阪戦でミドルシュートでシーズン初ゴールを決めて1-0の勝利に貢献した。

### ヴァンフォーレ甲府
2023年8月16日、ヴァンフォーレ甲府へ期限付き移籍。

### ガンバ大阪
ダニエル・ポヤトスの戦術が松田自身の好むサッカーであるため、2024年シーズンからガンバ大阪へ完全移籍。同年で契約を満了。
ヴィッセル神戸
2025シーズンはヴィッセル神戸の練習に参加し、2月5日に加入が発表された。

## 選手としての特徴
セレッソ大阪でロティーナ監督下の2019年2020年に、他の選手と同様に相手にボールを持たせる守備を学びビルドアップ能力が大きく伸びた。またロティーナとの出会いでサッカー観が全て変わり、サイドバックとして、攻め上がるだけではなく、しっかり後ろから繋ぐことに参加し、ゲームメイクをする必要性を学び、チームの中で担う重要性を感じられるようになりサッカーの新たな面白さを発見した。

## エピソード
- 弟の力とはポジション（力はFW）と身長（陸の方がやや低い）に違いがあるが、その他にも、大学時代の監督である望月は「陸はしっかり者、力は陽気」と評し[5]、力は「陸の方が垂れ目」と見分け方をコメントしている[6]。
- 見た目が怖いとよく言われる。また人見知りであることも近寄りがたいと思われる原因と自己分析している[54]。しかし、FC東京では当時の強化部長に「練習参加に来てくれた際の彼の人間性と練習に対する姿勢が素晴らしかった。来る度にスタッフ、フロントの全員と打ち解け、すでに入団しているかのような愛され方をしていた」と評されている[55]。
- 遠くの目標は描かないといい、理由として「毎年、先のことなんてどうなるかわからないし、本当に毎試合、毎試合、1年、1年に覚悟を決めて勝負しないと先もない」と話している[56]。
- 2016年11月22日にモデルの七菜香と結婚[57]。2019年6月22日に第1子女児[58]、2024年に第2子男児が誕生した[59]。
- インドネシアにルーツがあり、本人やクラブのインスタグラムにはインドネシアからの応援コメントやインドネシア代表としてプレーして欲しいという内容のコメントが頻繁に送られてくる。また、インドネシア代表でプレーする意思を質問された際には、インドネシア国籍を所持していないため、インドネシア代表でプレーするためにはインドネシアで数年生活しなければならず、即座に代表に選出されることはないとしたが、将来的にはインドネシアでの選手生活への興味を示した[60]。
- お笑い芸人のワッキーは「体が強くて、ケガも少ない。プレーもすごく安定していて、ミスが本当に少ないというのはDFにとって大事な能力だと思います。ちょっとやんちゃっぽく見えるのにラフプレーはしないし。クロスの精度も高くて、アーリークロスは抜群にいい」「松田選手は監督が変わっても絶対に重宝される。これが選手としての能力の高さを表している。酒井宏樹選手とか、山根視来選手とか、日本の右サイドバックにはレベルの高い選手が多いので、なかなかチャンスが巡ってきていないですけど、どこかのタイミングで代表に呼んでほしいとずっと思っています」と述べた[61]。
- ガンバ大阪移籍については「今回の決断を、禁断の移籍とかいろんなメッセージをもらいました。でも、気にしていません。僕にとってはいただいたオファーがたまたまガンバで、自分の好むスタイルと合致したのがガンバだったというだけのこと。もちろん、約8年間僕を育ててくれたセレッソには感謝していますし、その事実は永遠に変わりません。ただ、今はしっかりとガンバに勝利をもたらすことができるような選手になって、1つでも多く勝利しタイトルを取ってチームメイト、スタッフ、サポーターとみんなで喜びたいと思っています」と話した[62]。

## 所属クラブ
- 大阪セントラルFCジュニア（大阪市立豊崎本庄小学校）[1][9]
- 大阪セントラルFCジュニアユース（大阪市立豊崎中学校）[1][9]
- 2007年 - 2009年 立正大学淞南高等学校
- 2010年 - 2013年 びわこ成蹊スポーツ大学[63]
  - 2013年4月 - 同年12月  FC東京（特別指定選手）
- 2014年 - 2015年  FC東京
- 2016年 - 2023年  セレッソ大阪
  - 2023年8月 - 同年12月  ヴァンフォーレ甲府（期限付き移籍）
- 2024年  ガンバ大阪
- 2025年 -  ヴィッセル神戸

## 個人成績
| 国内大会個人成績 | 国内大会個人成績 | 国内大会個人成績 | 国内大会個人成績 | 国内大会個人成績 | 国内大会個人成績 | 国内大会個人成績 | 国内大会個人成績 | 国内大会個人成績 | 国内大会個人成績 | 国内大会個人成績 | 国内大会個人成績 |
| 年度             | クラブ           | 背番号           | リーグ           | リーグ戦         | リーグ戦         | リーグ杯         | リーグ杯         | オープン杯       | オープン杯       | 期間通算         | 期間通算         |
| 年度             | クラブ           | 背番号           | リーグ           | 出場             | 得点             | 出場             | 得点             | 出場             | 得点             | 出場             | 得点             |
| 日本             | 日本             | 日本             | 日本             | リーグ戦         | リーグ戦         | リーグ杯         | リーグ杯         | 天皇杯           | 天皇杯           | 期間通算         | 期間通算         |
| ---------------- | ---------------- | ---------------- | ---------------- | ---------------- | ---------------- | ---------------- | ---------------- | ---------------- | ---------------- | ---------------- | ---------------- |
| 2014             | FC東京           | 50               | J1               | 7                | 1                | 5                | 0                | 2                | 0                | 14               | 1                |
| 2015             | FC東京           | 50               | J1               | 9                | 0                | 2                | 0                | 0                | 0                | 11               | 0                |
| 2016             | C大阪            | 15               | J2               | 42               | 2                | -                | -                | 2                | 0                | 44               | 2                |
| 2017             | C大阪            | 2                | J1               | 31               | 2                | 3                | 0                | 2                | 0                | 36               | 2                |
| 2018             | C大阪            | 2                | J1               | 29               | 0                | 2                | 0                | 1                | 0                | 32               | 0                |
| 2019             | C大阪            | 2                | J1               | 33               | 1                | 6                | 0                | 0                | 0                | 39               | 1                |
| 2020             | C大阪            | 2                | J1               | 31               | 1                | 2                | 0                | -                | -                | 33               | 1                |
| 2021             | C大阪            | 2                | J1               | 34               | 1                | 4                | 0                | 4                | 0                | 42               | 1                |
| 2022             | C大阪            | 2                | J1               | 33               | 0                | 10               | 0                | 1                | 0                | 44               | 0                |
| 2023             | C大阪            | 2                | J1               | 9                | 0                | 5                | 0                | 2                | 0                | 16               | 0                |
| 2023             | 甲府             | 2                | J2               | 12               | 0                | -                | -                | -                | -                | 12               | 0                |
| 2024             | G大阪            | 46               | J1               | 13               | 0                | 0                | 0                | 1                | 0                | 14               | 0                |
| 2025             | 神戸             | 66               | J1               |                  |                  |                  |                  |                  |                  |                  |                  |
| 通算             | 日本             | 日本             | J1               | 229              | 6                | 39               | 0                | 13               | 0                | 281              | 6                |
| 通算             | 日本             | 日本             | J2               | 54               | 2                | -                | -                | 2                | 0                | 56               | 2                |
| 総通算           | 総通算           | 総通算           | 総通算           | 283              | 8                | 39               | 0                | 15               | 0                | 337              | 8                |

- 2013年は特別指定選手。

その他公式戦
- 2016年
  - J1昇格プレーオフ 2試合0得点
- 2018年
  - FUJI XEROX SUPER CUP 1試合0得点

| 国際大会個人成績 | 国際大会個人成績 | 国際大会個人成績 | 国際大会個人成績 | 国際大会個人成績 |
| 年度             | クラブ           | 背番号           | 出場             | 得点             |
| AFC              | AFC              | AFC              | ACL              | ACL              |
| ---------------- | ---------------- | ---------------- | ---------------- | ---------------- |
| 2018             | C大阪            | 2                | 4                | 0                |
| 2021             | C大阪            | 2                | 5                | 0                |
| 23/24            | 甲府             | 2                | 0                | 0                |
| 24/25/E          | 神戸             | 66               | 1                | 0                |
| 25/26/E          | 神戸             | 66               |                  |                  |
| 通算             | AFC              | AFC              | 10               | 0                |

出場歴
- 公式戦初出場 - 2014年3月19日 ナビスコ杯予選リーグ第1節 vs鹿島アントラーズ（味の素スタジアム）
- Jリーグ初出場 - 2014年4月29日 J1第10節 vs名古屋グランパス（国立競技場）
- Jリーグ初得点 - 2014年10月26日 J1第30節 vsガンバ大阪（万博記念競技場）

## タイトル

### クラブ
関西大学選抜
- デンソーカップチャレンジサッカー：1回（2012年）

セレッソ大阪
- Jリーグカップ：1回（2017年）
- 天皇杯：1回（2017年）
- FUJI XEROX SUPER CUP：1回（2018年）

### 個人
- 関西学生サッカーリーグ1部 優秀選手賞（2012年、2013年）
- デンソーカップチャレンジサッカー ベストイレブン（2012年）